# 工作家庭党
工作家庭党（英語：Working Families Party，缩写为WFP）是美国的一个左翼政党。该党成立于1998年，前身是新黨。该党的意识形态是社会民主主义、进步主义。该党的总部位于纽约布鲁克林区。2020年，该党有45610名党员。